# Григорян, Арамаис Темурович
Арамаи́с Тему́рович Григоря́н (арм. Գրիգորյան Արամայիս Թեմուրի; род. 6 октября 1965, село Авшар, Араратский район) — армянский политический деятель, министр охраны природы Армении в 2014—2016 годах, глава Араратской области в 2013—2014 и 2017—2018 годах, заместитель министра диаспоры в 2018—2019 годах.

## Биография
- 1988 — окончил Санкт-Петербургский институт легкой промышленности (РФ). Инженер-технолог.[1]
- 1985—1987 — служил в армии[1].
- 1987—1988 — инженер по качеству на Араратской трикотажной фабрике[1].
- 1988—1990 — заведующий организационным отделом Араратского райкома ЛКСМА г. Веди[1].
- 1999—2002 — заместитель директора, а затем в 2002—2003 — генеральный директор Авшарского винного завода[1].
- 2003—2007 — депутат парламента. Член постоянной комиссии по финансово-кредитным, бюджетным и экономическим вопросам (до 2006 года). Со 2 июня 2006 — председатель постоянной комиссии по обороне, национальной безопасности и внутренним делам. Беспартийный[1].
- 12 мая 2007 — депутат парламента. Член «АРФД»[1].
- с июня 2008 по апрель 2009 — министр сельского хозяйства Армении[1].
- с октября 2013 по 30 апреля 2014 года — марзпет (губернатор) Араратской области (Армения).
- с 30 апреля 2014 года по октябрь 2016 года[2][3] — министр охраны природы Армении.
- со 2 февраля 2017 года[4] по 1 июня 2018 года[5] — губернатор Араратской области.
- с 6 июля 2018[6] по 10 января 2019[7] — заместитель министра диаспоры республики Армения.

## Личная жизнь
Женат. Трое детей.